# فرودگاه صحرایی ادمونتون/مورینویل (باند کری)
فرودگاه صحرایی ادمونتون/مورینویل (باند کری) (به انگلیسی: Edmonton/Morinville (Currie Field) Aerodrome) یک فرودگاه همگانی است که یک باند فرود چمن دارد و طول باند آن ۵۱۱ متر است. این فرودگاه در شهر ادمونتون کشور کانادا قرار دارد و در ارتفاع ۷۲۴ متری از سطح دریا واقع شده‌است.